# Sandlache
Das Naturschutzgebiet Sandlache liegt im Landkreis Mainz-Bingen in Rheinland-Pfalz. Das 57,66 ha große Gebiet, das im Jahr 1979 unter Naturschutz gestellt wurde, erstreckt sich unweit südlich des Rheines nördlich der Kernstadt Ingelheim am Rhein entlang der Alten Sandlach. Die A 60 verläuft südlich. Das Gebiet umfasst Wasser- und Wasserwechselbereiche, Weich- und Hartholzauen, feuchte und trockene Wiesen.